# Coopération renforcée
La coopération renforcée est une procédure législative en droit de l'Union européenne. Elle désigne un acte juridique européen (une directive ou un règlement) qui ne s'applique pas aux vingt-sept États membres, mais uniquement à ceux d'entre eux qui le désirent. Elle est instaurée par le traité d'Amsterdam en 1997. Elle est mise en œuvre pour la première fois en 2010 à propos des divorces internationaux.

## Institutionnalisation
Les accords entre États membres pour approfondir la construction européenne existaient déjà en dehors des institutions communautaires, par des accords intergouvernementaux conclus entre États européens. Cela leur permettait d'adopter des règles communes en contournant l'opposition de certains États au Conseil de l'Union européenne. L'instauration de la procédure de coopération renforcée permet d'élaborer ces règles dans le cadre des institutions de l'Union européenne et de les intégrer dans le droit communautaire.
Les modalités de ces coopérations ont été définies dans le titre IV du traité sur l'Union européenne. Le recours à la coopération renforcée est possible dans les domaines couverts par le traité instituant la Communauté européenne ainsi que dans la coopération policière et judiciaire en matière pénale.
Le Traité d’Amsterdam a notamment ajouté le concept d'une « intégration différenciée » entre les différents États membres, ajoutant trois articles au Traité de Maastricht (art. 43 à 45) .
Pour éviter de créer une Europe à plusieurs vitesses, des restrictions ont été prévues. La procédure de coopération renforcée ne peut avoir lieu que si tous les recours ont déjà été tentés et si elle respecte l'acquis communautaire. Elle ne peut avoir lieu que si neuf États au minimum y participent, et toute forme de coopération doit rester ouverte à l'inclusion de nouveaux entrants dans le groupe, visant de cette manière à créer un effet d'entrainement.
La politique monétaire commune avec l'introduction de la monnaie unique suit cette philosophie, mais ne relève pas formellement de la coopération renforcée.
Dans un discours prononcé le 27 juin 2000 par le président Chirac au Bundestag, celui-ci en appelait de manière volontariste à la création de « groupes pionniers ».
La procédure a été assouplie par le traité de Nice et le traité de Lisbonne.
Il est à noter que l’article 233 du traité instituant la Communauté européenne (repris comme article 350 du traité sur le fonctionnement de l'Union européenne), garantissait aux trois États du Benelux l’existence et l’accomplissement de leurs unions régionales, forme de coopération renforcée entre la Belgique, le Luxembourg et les Pays-Bas,.

## Apports du traité de Lisbonne
Avec le traité de Lisbonne on a vu apparaitre de nouvelles possibilités de coopération renforcée.
Tout d'abord les coopérations renforcées doivent désormais associer au moins neuf des États membres et non plus huit comme c'était le cas auparavant. Ensuite l'autorisation de lancer une coopération renforcée est accordée par le Conseil statuant à la majorité qualifiée moyennant l'accord de la Commission et du Parlement. Néanmoins l'autorisation de lancer une coopération renforcée dans le cadre de la PESC requiert l'unanimité du Conseil, le Parlement et la Commission étant seulement consultés. Enfin, le traité dispose que les États participant à une coopération renforcée peuvent, à l'unanimité décider de recourir aux clauses passerelles permettant le passage de l'unanimité à la majorité qualifiée.
En matière de défense, un nouvel outil est créé, la « coopération structurée permanente », qui reprend le concept d'intégration différenciée à la base de la coopération renforcée, mais dont la définition dans le Titre V et le Protocole N°10 du TUE lui est entièrement propre.

## Base légale
Depuis l'entrée en vigueur du traité de Lisbonne le 1er décembre 2009, la coopération renforcée est inscrite à l'article 20 du Traité sur l'Union européenne.

« Les États membres qui souhaitent instaurer entre eux une coopération renforcée dans le cadre des compétences non exclusives de l'Union peuvent recourir aux institutions de celle-ci et exercer ces compétences en appliquant les dispositions appropriées des traités, dans les limites et selon les modalités prévues au présent article, ainsi qu'aux articles 326 à 334 du traité sur le fonctionnement de l'Union européenne.
Les coopérations renforcées visent à favoriser la réalisation des objectifs de l'Union, à préserver ses intérêts et à renforcer son processus d'intégration. Elles sont ouvertes à tout moment à tous les États membres, conformément à l'article 328 du traité sur le fonctionnement de l'Union européenne. »

— Article 20(1) du traité sur l'Union européenne

## Mise en œuvre

### Coopération renforcée en matière de divorce
La coopération renforcée est mise en œuvre pour la première fois en 2010 afin d'harmoniser la procédure applicable en cas de conflit de normes en matière matrimoniale, en particulier dans le cas d'un divorce. Il ne s'agit pas de créer une procédure de divorce commune, mais seulement de déterminer quelle loi nationale appliquer pour les divorces internationaux, c'est-à-dire par exemple un divorce entre deux conjoints de nationalité différente, ou entre deux conjoints qui résident dans un autre État que celui duquel ils ont la nationalité.
Une proposition de règlement, qui aurait dû s'appliquer à tous les États membres, avait déjà été déposée par la Commission européenne depuis le 17 juillet 2006, mais son adoption était bloquée par la Suède, qui refusait toute harmonisation en la matière et appliquait systématiquement son droit interne. Le 25 juillet 2010, neuf États membres décident alors d'agir dans le cadre d'une coopération renforcée.
Le 24 mars 2010, la Commission européenne dépose une proposition en ce sens. Le règlement proposé vise à accorder davantage d'autonomie aux couples internationaux désirant se séparer, en leur permettant de choisir eux-mêmes la loi applicable à leur divorce. En cas de désaccord entre les époux, le texte propose une méthode commune pour que les juridictions des différents États membres déterminent celle d'entre elles qui est compétente.

« Article 3

Les époux peuvent choisir d'un commun accord la loi applicable au divorce et à la séparation de corps (…) parmi les lois suivantes :

a) la loi de l'État de la résidence habituelle des époux au moment de la conclusion de la
convention ;

b) la loi de l'État de la dernière résidence habituelle des époux dans la mesure où l'un
d'eux y réside encore au moment de la conclusion de la convention ;

c) la loi de l'État de la nationalité de l'un des époux au moment de la conclusion de la
convention ;

d) la loi du for. […]

Article 4 

 À défaut de choix en vertu de l'article 3, le divorce et la séparation de corps sont soumis à la
loi de l'État :

a) de la résidence habituelle des époux au moment de la saisine de la juridiction ; ou, à
défaut,

b) de la dernière résidence habituelle des époux, pour autant que cette résidence n'ait pas
pris fin plus d'un an avant la saisine de la juridiction, dès lors que l'un des époux réside encore
dans cet État au moment de la saisine de la juridiction ; ou, à défaut,

c) de la nationalité des deux époux au moment de la saisine de la juridiction ; ou, à
défaut,

d) dont la juridiction est saisie. »

— Proposition de la Commission, mars 2010
Le 4 juin 2010, quatorze États membres décident finalement d'adopter le projet de règlement. La coopération renforcée est approuvée par le Parlement européen le 16 juin 2010, et par le Conseil des ministres, qui représente les États membres, le 12 juillet 2010.
La procédure de coopération renforcée a donc rempli son rôle : elle a permis aux États membres qui le souhaitaient de surmonter le veto posé par la Suède et d'approfondir l'intégration européenne, même de façon minimale, dans le domaine de la justice. Alors que neuf pays s'étaient montrés intéressés par ce système en 2008, ils sont quatorze à l'avoir finalement adopté en 2010 (Allemagne, Autriche, Belgique, Bulgarie, Espagne, France, Italie, Hongrie, Lettonie, Luxembourg, Malte, Portugal, Roumanie et Slovénie). Les autres États membres peuvent à tout moment décider de les rejoindre.

### Coopération renforcée en matière de brevet
La coopération renforcée en matière de brevet réunit initialement 25 États membres car l'Italie et l'Espagne ont décidé de ne pas y prendre part pour des raisons linguistiques.
L'Italie a finalement rejoint la coopération. Le Royaume-Uni s'en est retiré en 2020 tandis que la Pologne s'y est jointe, tardivement. L'Espagne et la Croatie restent donc pour le moment en dehors du système. 
Le brevet unitaire européen est entré en vigueur le 1er juin 2023, dans 18 États de l'Union européenne l'ayant ratifié. 

### Coopération renforcée relative à la taxe sur les transactions financières
La coopération renforcée dans le domaine de la taxe sur les transactions financières réunit 11 États membres (Allemagne, Autriche, Belgique, Espagne, Estonie, France, Grèce, Italie, Portugal, Slovaquie, Slovénie). Après quatre années de négociation cependant, cette taxe n'est toujours pas entrée en vigueur et l'Estonie s'est retirée du projet.